# Salix lanifera
Salix lanifera là một loài thực vật có hoa trong họ Liễu. Loài này được C.F. Fang & S.D. Zhao miêu tả khoa học đầu tiên năm 1980.